# Radovići
Radovići (en serbe cyrillique : Радовићи) est un village du sud-ouest du Monténégro, dans la municipalité de Tivat.

## Démographie

### Évolution historique de la population
| 1948 | 1953 | 1961 | 1971 | 1981 | 1991 | 2003 |
| ---- | ---- | ---- | ---- | ---- | ---- | ---- |
| 178  | 208  | 201  | 206  | 283  | 374  | 560  |